# Jagnięcina podhalańska

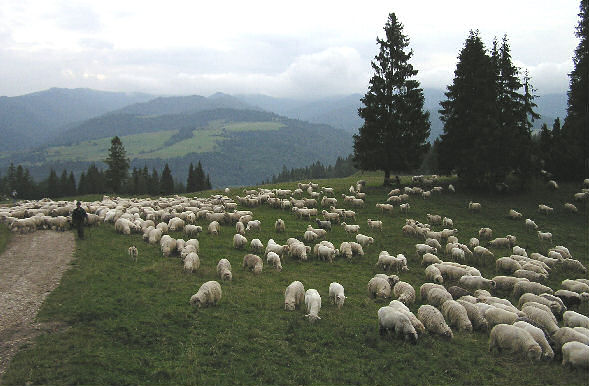
Wypas owiec w Pieninach

Jagnięcina podhalańska – polska odmiana mięsa jagnięcego. Od 11 października 2012 wpisana jest do rejestru jako Chronione Oznaczenie Geograficzne.
Mięso pozyskuje się z dwóch ras owiec: polskiej owcy górskiej (krzyżówka ras rodzimych i obcych) i cakiela podhalańskiego (prymitywnej rasy owiec karpackich). Owce te mają około 50 kg wagi i dużą pokrywę wełnistą, wysoką mleczność, są długowieczne i odporne na choroby, m.in. nie stwierdza się u nich nowotworów. Wypasane są naturalnymi metodami na halach górskich od 23 kwietnia (Święty Wojciech) do 29 września (Święty Michał), przebywając bez przerwy pod gołym niebem i hartowane przez zmienną pogodę. To oraz długie wędrówki wpływają na spalanie tłuszczu, poprawę umięśnienia, wsparcie kondycji i odporności. Pastwiska górskie nie są sztucznie nawożone i obfitują w wielogatunkowy skład paszy. Wszystko to wpływa na walory kulinarne mięsa owczego.
Wykot młodych jagniąt następuje w okresie grudzień-kwiecień. Przez następne 90 dni jagnięta karmione są przede wszystkim mlekiem matek, a dokarmiane zielonką pastwiskową i sianem, a także niewielkimi domieszkami pasz treściwych, takich jak owies, jęczmień, czy otręby. Zabija się sztuki, których wiek nie przekroczył 60 dni, a waga tuszy od 4 do 8 kg. Mięso to jest sprężyste, miękkie, jasnoróżowe, soczyste, w smaku i zapachu zbliżone do sarniny.
Obecnie w Polsce hoduje się około 50.000 sztuk owiec (w latach 80. XX wieku było to około 5 milionów). Certyfikatem unijnym może być opatrzone tylko mięso jagniąt urodzonych i chowanych w powiatach nowotarskim i tatrzańskim (cały obszar) oraz na obszarach niektórych gmin w powiatach: cieszyńskim (gmina Istebna), żywieckim (gminy: Milówka, Węgierska Górka, Rajcza, Ujsoły, Jeleśnia, Koszarawa), suskim (gminy: Zawoja, Bystra Sidzina), limanowskim (gminy: Niedźwiedź i część gminy Kamienica, gmina Mszana Dolna – sołectwa: Olszówka, Raba Niżna, Łostówka, Łętowe i Lubomierz) i nowosądeckim (gminy: Piwniczna-Zdrój, Muszyna i Krynica-Zdrój). Także pasze, którymi karmione są owce muszą pochodzić z powyższych terenów. Jedynym wyjątkiem są pasze treściwe (uzupełnienie diety w czasie zimy).